# Широбоковский сельсовет
Широбоковский сельсовет — упразднённая административно-территориальная единица, существовавшая на территории Рязанской губернии и Московской области до 1939 года.
Широбоковский сельсовет был образован в первые годы советской власти. В конце 1920-х годов он входил в состав Зарайской волости Зарайского уезда Рязанской губернии.
В 1929 году Широбоковский с/с был отнесён к Зарайскому району Коломенского округа Московской области.
17 июля 1939 года Широбоковский с/с был упразднён. При этом селения Астанчино и Широбоково были переданы в Пенкинский с/с, а селение Титово — в Аргуновский с/с.